# Nikolái Janykov
Nikolái Vladímirovich Janykov (en ruso: Николай Владимирович Ханыков; provincia de Kaluga, 12 (24) de octubre de 1822 - Rambouillet, 3 (15) de noviembre de 1878) fue un científico-orientalista ruso, miembro correspondiente de la Academia de Ciencias de San Petersburgo, recordado por sus estudios sobre Jorasán. Fue distinguido con la Gran medalla de oro de la Sociedad Geográfica de París en 1861.

## Biografía
Siguiendo a su hermano Yákov, en 1832 se trasladó de la escuela de nobles de la Universidad Imperial de San Petersburgo al Lyceum de Tsárskoye Seló, una institución educativa que había sido fundada en 1811 con el objeto de educar a jóvenes de las mejores familias que luego ocuparían importantes puestos en el servicio imperial..
Estudió de forma independiente idiomas orientales y fue enviado a disposición del gobernador general de Orenburg, Vasili Perovski. En 1839 participó en la infructuosa campaña de Jiva. En 1841, fue asignado a la embajada de Butenev en Bujará y compiló una Descripción del kanato de Bujara (San Petersburgo, 1843), traducida al inglés, francés y alemán, y también publicó dos artículos en la "Revista del Ministerio del Interior" para 1843: «Acerca de la población de las estepas de Kirguistán ocupadas por las hordas interior y menor» (traducido al alemán a petición de A. Humboldt en Ausland) y «Gobernanza Urbana en Asia Central».
A finales de la década de 1840, Janykov ingresó en el servicio en el Cáucaso bajo Mijaíl Vorontsov, en la parte diplomática. Allí comenzó a explorar diligentemente la región en todos los aspectos. Cuando se inauguró el departamento de la Sociedad Geográfica Imperial Rusa en Tiflis (en marzo de 1851), fue elegido asistente del presidente y publicó varios artículos en las publicaciones del departamento. Al mismo tiempo, envió sus artículos a San Petersburgo a las sociedades arqueológicas y geográficas, así como a la Academia de Ciencias. Su trabajo más valioso durante ese tiempo debe ser reconocido como el estudio «Sobre cambios intermitentes en el nivel del mar Caspio» (Notas de la rama caucásica de la Sociedad Geográfica Imperial Rusa, Libro II), donde descubrió un amplio conocimiento de la literatura oriental, así como de la física y la geología. Su «Nota» (1853) sobre el estudio de las lenguas y dialectos del Cáucaso impulsó posteriormente las obras de Schiefner y Uslar. En 1853 fue nombrado director del consulado general en Tabriz. Allí continuó sus estudios científicos, instaló una estación meteorológica, pero en septiembre de 1857 fue nombrado dragomán —intérprete lingüístico— en el departamento asiático con una adscripción al gobernador del Cáucaso. Mientras estaba en ese momento en San Petersburgo, le dio al Gran Duque Constantino Nicoláyevich una nota detallada sobre el equipo de la expedición científica a Jorasán. Janykov fue nombrado su jefe (P. P. Semiónov, "Historia de la actividad de medio siglo de la Sociedad Geográfica Imperial Rusa", San Petersburgo, 1896, I, págs. 307-326). La expedición duró todo el año 1858 y la mitad de 1859. En 1860, Janykov, a pedido de Bariatinski, se fue de viaje de negocios a París para elaborar los materiales que había reunido. En este momento, a pedido del Ministerio de Educación Pública, el viaje científico al exterior se amplió primero hasta 1866 y luego durante otros 3 años más. Los resultados de la expedición fueron publicados por Janykov en «Mémoires de la Société de Géographie de Paris», en dos artículos: «Mémoires sur la partie méridionale de l'Asie Centrale» (1861) y «Mémoires sur l'ethnographie de la Perse» (1866); el primero de ellos recibió la Gran Medalla de Oro de la Sociedad Geográfica de París.
En 1866, Janykov, con motivo de un cambio de personal en el Ministerio de Relaciones Exteriores, fue licenciado del servicio con una pensión. En el mismo año, el Consejo de la Universidad Imperial de San Petersburgo elevó a Janykov al grado de doctor honoris causa en Historia de Oriente . En 1874 apareció su obra principal "Irán" ("Geografía de Asia", K. Ritter), realizado en nombre de la Sociedad Geográfica Imperial Rusa. Nadie más en Rusia estaba tan preparado para ese trabajo como Janykov, pero el trabajo también tenía importantes deficiencias que tendrían que corregirse en el siguiente volumen, cuya apariencia se prometió, pero no se hizo realidad. Desde el momento de su viaje a París, fue agente del Ministerio de Educación Pública para la orientación de los estudios de los jóvenes enviados a Francia para la mejora de las ciencias.